# Miyauchi

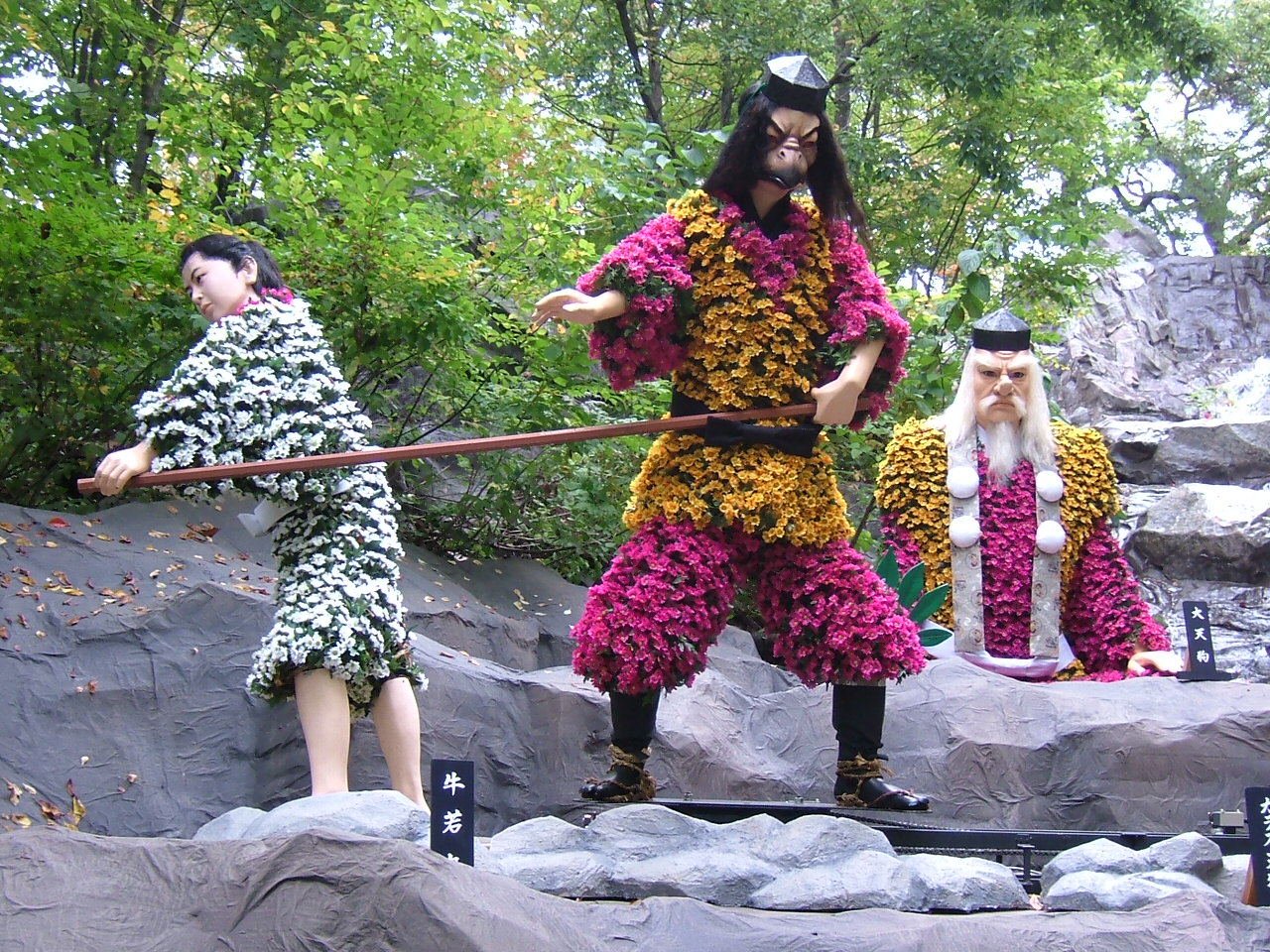
Trois statues en chrysanthème pendant le festival Kiku Ningyō en 2005

Miyauchi (宮内) est un ancien bourg faisant partie actuellement de la ville de Nan'yō, dans la préfecture de Yamagata, au Japon.
Miyauchi a fusionné avec Akayu et le village de Wago en 1967 pour créer la ville de Nan'yo.  Les deux kanji qui forme le nom  'Miyauchi'  signifient littéralement 'sanctuaire shintō' et 'à l'intérieur'.
Le sanctuaire shintō de Kumanotaisha (熊野大社) est l'un des trois grands sanctuaires Kumano au Japon, dont les origines remontent au IXe siècle. Chaque mois de juillet, le sanctuaire est le centre de l'attention du festival de Miyauchi, quand les omikoshi paradent dans la ville avant de retourner au sanctuaire.
Le parc Sōshō (双松公園, Sōshō Kōen) abrite un festival de la rose en juin et un festival du chrysanthème (菊人形祭り, kiku ningyō matsuri) en octobre. Un des points forts du festival est une série de statues humaines fabriquées avec des chrysanthèmes locaux.
Le parc Hygeia onsen  contient une petite exposition commémorative sur Isabella Bird.

## Honneur
L'astéroïde (26319) Miyauchi porte son nom.